# 1ª Divisione bersaglieri "Italia"

Bandiera di guerra della RSI

La 1ª Divisione bersaglieri "Italia" fu costituita il 25 novembre 1943 presso il campo di addestramento di Heuberg con un primo nucleo di volontari provenienti dai campi di internamento.
Altri reparti vennero addestrati a Ulma (Baviera) e Münsingen (Baden-Württemberg). 
L'organico venne completato alla fine di maggio 1944 quando affluirono dall'Italia i contingenti di leva e i richiamati.

## Struttura
La grande Unità inquadrava 450 ufficiali e 15.000 tra sottufficiali, graduati e militari di truppa, inquadrati nei seguenti reparti:
| Unità della "1ª Divisione Bersaglieri "Italia""                          |
| 1º Reggimento di fanteria (bersaglieri) su 3 battaglioni e 16 compagnie; |
| 2º Reggimento di fanteria (bersaglieri) su 3 battaglioni e 16 compagnie; |
| 1º Reggimento di artiglieria su 4 gruppi;                                |
| 1º Gruppo esploratori su 4 squadroni pesanti;                            |
| 1ª Sezione cacciatori carri su 3 compagnie;                              |
| 1ª Sezione collegamenti;                                                 |
| 1º Battaglione pionieri;                                                 |
| 1º Battaglione complementi;                                              |
| 1º Battaglione trasporti.                                                |

Completato l'addestramento la divisione nei primi giorni del dicembre 1944 si trasferisce in Italia, prima a Verona e poi a sud di Parma.
Nell'aprile del 1945 si arrese, insieme alla 148. Infanterie-Division tedesca, alle forze brasiliane, nella battaglia di Fornovo di Taro.